# Holopelus piger
Holopelus piger är en spindelart som beskrevs av O. Pickard-Cambridge 1899. Holopelus piger ingår i släktet Holopelus och familjen krabbspindlar.
Artens utbredningsområde är Sri Lanka. Inga underarter finns listade i Catalogue of Life.